# Aecidium dahliae
Aecidium dahliae ist eine Ständerpilzart aus der Ordnung der Rostpilze (Pucciniales). Der Pilz ist ein Endoparasit des Korbblütlers Dahlia variabilis. Symptome des Befalls durch die Art sind Rostflecken und Pusteln auf den Blattoberflächen der Wirtspflanzen. Sie ist ein Endemit Mexikos. Da bislang nur ihre Nebenfruchtform bekannt ist, wird sie in die Formgattung Aecidium eingeordnet.

## Merkmale

### Makroskopische Merkmale
Aecidium dahliae ist mit bloßem Auge nur anhand der auf der Oberfläche des Wirtes hervortretenden Sporenlager zu erkennen. Sie wachsen in Nestern, die als gelbliche bis braune Flecken und Pusteln auf den Blattoberflächen erscheinen.

### Mikroskopische Merkmale
Das Myzel von Aecidium dahliae wächst wie bei allen Aecidium-Arten interzellulär und bildet Saugfäden, die in das Speichergewebe des Wirtes wachsen. Seine Spermogonien wachsen beidseitig in kleinen Gruppen auf den Wirtsblättern. Die blattunterseitig wachsenden Aecien der Art sind dicht gruppiert und becherförmig. Ihre hyalinen Aecidiosporen sind 16–20 × 15–18 µm groß, eckig kugelig und warzig. Die Uredien des Pilzes sind nicht bekannt, möglicherweise werden sie auch nicht ausgebildet. Auch die Telien der Art wurden bislang nicht beobachtet.

## Verbreitung
Das bekannte Verbreitungsgebiet von Aecidium dahliae umfasst lediglich Mexiko.

## Ökologie
Die Wirtspflanze von Aecidium dahliae ist Dahlia variabilis. Der Pilz ernährt sich von den im Speichergewebe der Pflanzen vorhandenen Nährstoffen, seine Sporenlager brechen später durch die Blattoberfläche und setzen Sporen frei. Die Art durchläuft einen mikro- oder makrozyklischen Entwicklungszyklus mit Spermogonien, Aecien, eventuell auch Uredien sowie Telien. Ob sie einen Wirtswechsel durchmacht, lässt sich mangels Telien und Uredien nicht feststellen.